# Oscar Wilde szerelmei
Az Oscar Wilde szerelmei (Wilde) Brian Gilbert 1997-ben bemutatott angol életrajzi filmdrámája. A forgatókönyvet Richard Ellmann 1987-ben írta Oscar Wilde című könyve alapján Julian Mitchell írta. Oscar Wilde ír írót és költőt Stephen Fry angol humorista és színész alakítja, aki maga is meleg, mint Wilde volt. Wilde írótársát és szerelmét, Lord Alfred Douglast (’Bosie’) Jude Law angol színész játssza. A kettőjük életét bemutató film a Sony Pictures Classics megbízásából készült; a magyar szinkront a HBO készítette 1999-ben.

## Szereplők
| Szereplő              | Színész          | Magyar hang     |
| --------------------- | ---------------- | --------------- |
| Oscar Wilde           | Stephen Fry      | Hegedűs D. Géza |
| Lord Alfred Douglas   | Jude Law         | Bolba Tamás     |
| Lady Speranza Wilde   | Vanessa Redgrave | Bókai Mária     |
| Constance Lloyd Wilde | Jennifer Ehle    | Spilák Klára    |
| Lady Queensberry      | Gemma Jones      | Várnagy Kati    |
| Lady Mount-Temple     | Judy Parfitt     | Molnár Zsuzsa   |
| Robbie Ross           | Michael Sheen    | Rajkai Zoltán   |
| Ada Leverson          | Zoë Wanamaker    | Borbás Gabi     |
| Queensberry márki     | Tom Wilkinson    | Konrád Antal    |
| John Gray             | Ioan Gruffudd    |                 |

## Díjak és jelölések
- Golden Globe-díj (1999)
  - jelölés: legjobb férfi főszereplő (filmdráma) (Stephen Fry)
- BAFTA-díj (1998)
  - jelölés: legjobb női mellékszereplőnek (Jennifer Ehle)
  - jelölés: legjobb női mellékszereplőnek (Zoë Wanamaker)